# Fingos
Les Fingos (ou Fingoes ou Mfengu) sont une population bantoue vivant en Afrique du Sud, principalement dans les anciens bantoustans du Transkei et du Ciskei, c'est-à-dire dans la province du Cap-Oriental. Quelques-uns vivent aussi au Zimbabwe.

## Histoire
Les Fingos sont originaires de la province du Natal. Pendant les années 1820, lors des conquêtes menées par le chef zoulou Chaka – le Mfecane – , ils sont, comme d'autres petits groupes, refoulés vers le sud et contraints de s'installer parmi les Xhosas qui les dominent. 
Lorsque de nouvelles guerres éclatent dans les années 1830, les Fingos prennent le parti des Européens contre les Xhosas, en 1835, 1846 et à nouveau en 1851-53. Le gouvernement britannique leur octroie alors des terres Xhosa au Transkei et au Ciskei, d'une part à titre de reconnaissance pour leur soutien, mais aussi pour prévenir d'éventuelles incursions Xhosa dans la colonie du Cap.

## Sociologie
La plupart des Fingos sont agriculteurs ou éleveurs. Néanmoins, du fait de leur déracinement, ils ont été un peu coupés de leurs traditions et beaucoup se sont montrés plutôt réceptifs au christianisme et à l'occidentalisation. C'est pourquoi un nombre significatif de Fingos ont fait des études et sont aujourd'hui hommes d'affaires, fonctionnaires, juristes ou enseignants dans les grandes villes.
En Afrique du Sud, leur réussite sociale a alimenté le débat qui a conduit à l'instauration de l'apartheid. Quelques Mfengu influents sont également installés au Zimbabwe, où Cecil Rhodes avait conduit leurs ancêtres à la fin du XIXe siècle.

## Langue

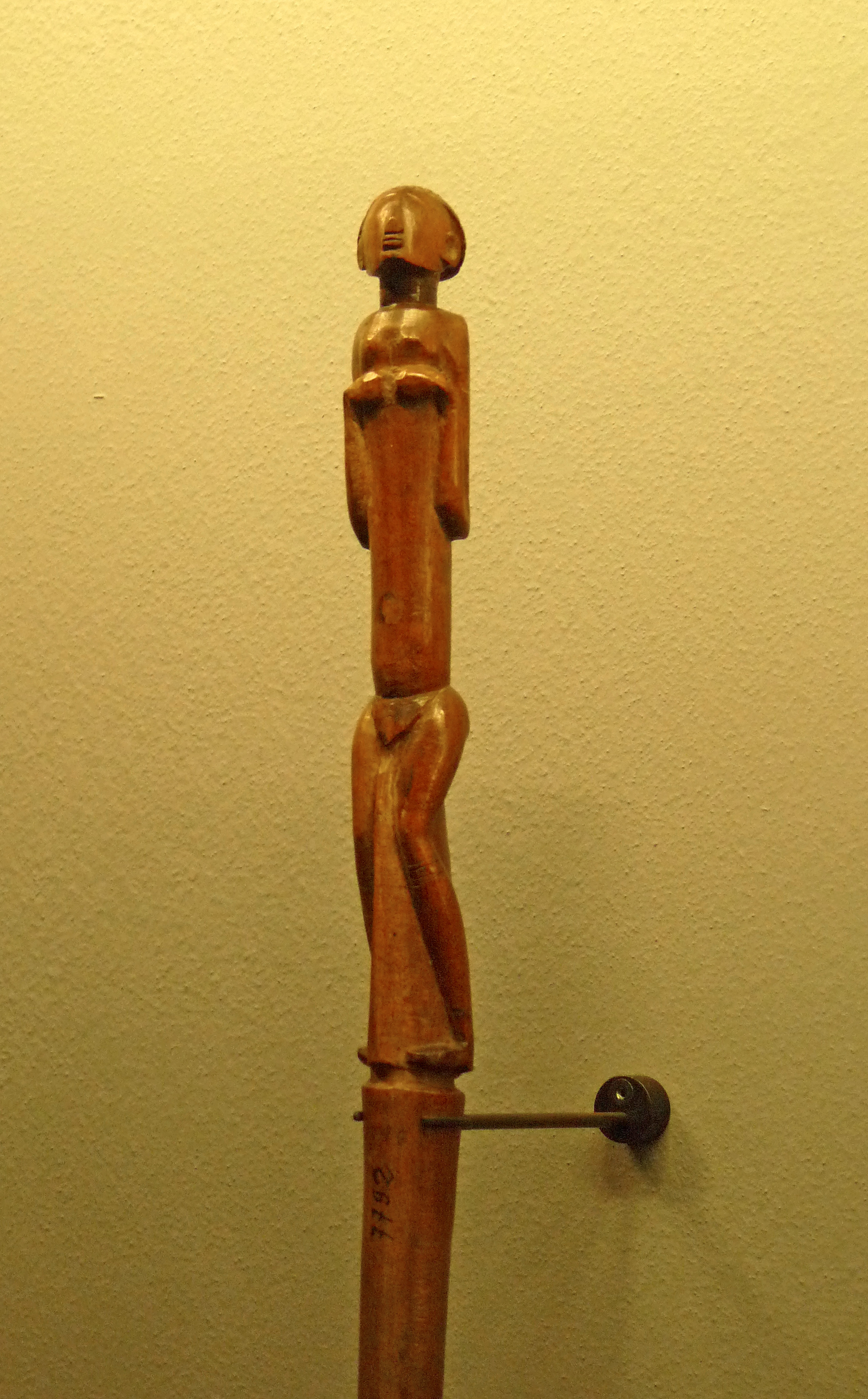
Canne anthropomorphe (Musée du quai Branly)

Les Fingos parlent une langue bantoue, le xhosa.